# Meroz
Meroz – miejscowość biblijna, której mieszkańcy na przełomie XIII i XII wieku p.n.e. według Księgi Sędziów (Sdz 5,23) odmówili wsparcia militarnego Deborze i Barakowi w konflikcie z Siserą. Euzebiusz z Cezarei w swoim dziele Onomasticon (128, 4–6, 12–13) wzmiankuje o wiosce Marous lub Merrus, podając błędnie, że jest tożsama z Meiron. Według niego miejscowość ta była zlokalizowana w pobliżu Dotan, około 26 km od Bet Sze’an.